# اسوالد تایشمولر
اسوالد تایشمولر (۱۹۱۳ – ۱۹۴۳) ریاضیدانی آلمانی بود که نگاشت‌های شبه همدیس و روش‌های هندسی دیفرانسیل را به آنالیز مختلط وارد کرد.

## زندگی
تایشمولر در نوردهاوزن زاده شد. در زانکت آندریاسبرگ و دیپلم خود را در ۱۹۳۱ دریافت کرد. در همان سال تحصیل ریاضی را در دانشگاه گوتینگن آغاز کرد. ریچارد کورانت، هرمان ویل، گوستاف هرگلتس، اتو نویگباوئر و ادموند لانداو در زمرهٔ استادان وی بودند. تایشمولر در ۱۹۳۵ دکترای خود را به سرپرستی هلموت هاسه دریافت کرد.
او در ژوئیه ۱۹۳۱ به حزب ملی سوسیالیست کارگران آلمان و در اوت آن سال به اس آ پیوست. در ۱۹۳۳ بایکوت استاد یهودی ادموند لانداو را سازمان دهی کرد. در ۱۹۳۹ در پی اجازه شخصی پیشوا به ورماخت پیوست و در ۱۹۴۳ حین رزم در جبهه شرقی کشته شد.

## ریاضیات
نظریه فضای تایشمولر توسط لارس آلفورس، لیپمان برس و دیگران توسعه داده شد.